# Younger (1.ª temporada)
A primeira temporada da série de televisão americana de comédia dramática Younger estreou em 31 de março de 2015, na TV Land. Estrelada por Sutton Foster no papel principal de Liza Miller, a temporada consistiu em doze episódios e concluiu sua transmissão inicial em 9 de junho de 2015.
A temporada encontrou resposta positiva dos críticos. Antes da primeira temporada terminar, Younger foi renovado para uma segunda temporada de 12 episódios em 21 de abril de 2015. O último episódio atingiu 1,23 milhões de telespectadores e uma classificação de 0,2.

## Elenco e personagens

### Principal
- Sutton Foster como Liza Miller[3]
- Debi Mazar como Maggie Amato[4]
- Miriam Shor como Diana Trout[5]
- Nico Tortorella como Josh[6]
- Hilary Duff como Kelsey Peters[7]

### Recorrente
- Molly Bernard como Lauren Heller[8]
- Dan Amboyer como Thad Steadman
- Tessa Albertson como Caitlin Miller
- Thorbjørn Harr como Anton Björnberg
- Peter Hermann como Charles Brooks
- Paul Fitzgerald como David Taylor
- Jon Gabrus como Gabe
- Jake Choi como Roman
- Heidi Armbruster como Michelle

### Convidados
- Jane Krakowski como Annabelle Bancroft
- Ana Gasteyer como Meredith
- Martha Plimpton como Cheryl Sussman
- Nadia Dajani como Megyn Vernoff
- Kathy Najimy como Denise Heller
- Josh Pais como Todd Heller
- Viveca Paulin como Annika Bjornberg
- Donna Lynne Champlin como Lori
- Renée Elise Goldsberry como Courtney Ostin

## Episódios
| Nº | #  | Título                           | Direção         | Escritor (es)                                       | Datas de exibição   | Audiência EUA (em milhões) |
| --- | -- | -------------------------------- | --------------- | --------------------------------------------------- | ------------------- | -------------------------- |
| 1 | 1  | "Pilot"                          | Darren Star     | Darren Star                                         | 31 de março de 2015 | 1.36                       |
| Liza é uma mulher de 40 anos acaba de se divorciar e precisa retornar ao mercado de trabalho. Para isso, ela altera sua aparência com a ajuda de sua melhor amiga, fingindo ser mais nova.                                                                                           |    |                                  |                 |                                                     |                     |                            |
| 2 | 2  | "Liza Sows Her Oates"            | Darren Star     | Darren Star                                         | 31 de março de 2015 | 1.19                       |
| Liza deve vender um escritor veterano para uma audiência mais nova. Ao mesmo tempo, ela também busca encontrar um romance mais apropriado para sua idade, mesmo após um encontro perfeito com Josh.                                                                                  |    |                                  |                 |                                                     |                     |                            |
| 3 | 3  | "IRL"                            | Darren Star     | Dottie Zicklin & Eric Zicklin                       | 7 de abril de 2015  | 1.09                       |
| Liza recebe ajuda de Maggie quando começa a se preocupar com o fato de que pode fazer sexo com Josh. Enquanto isso, no escritório, Kelsey faz de tudo para conseguir um grande autor. para completar, Diana começa a apostar na internet para encontrar alguém.                      |    |                                  |                 |                                                     |                     |                            |
| 4 | 4  | "The Exes"                       | Tamra Davis     | Rick Singer                                         | 14 de abril de 2015 | 0.98                       |
| Liza fica de olho em Kelsey quando ela celebra a "aquisição" de um autor virando algumas doses de tequila. Ao mesmo tempo, Liza reavalia seus sentimentos por Josh após um surpreendente encontro.                                                                                   |    |                                  |                 |                                                     |                     |                            |
| 5 | 5  | "Girl Code"                      | Tamra Davis     | Alison Brown                                        | 21 de abril de 2015 | 1.12                       |
| Liza negligencia Maggie em uma situação importante após se juntar ao círculo íntimo de Kelsey. Enquanto isso, Diana aguarda ansiosamente uma oportunidade. |    |                                  |                 |                                                     |                     |                            |
| 6 | 6  | "Shedonism"                      | Arlene Sanford  | Darren Star, Dottie Dartland Zicklin & Eric Zicklin | 28 de abril de 2015 | 1.14                       |
| Diana dá a Liza a tarefa de organizar uma festa para o lançamento do livro de um autor exigente. |    |                                  |                 |                                                     |                     |                            |
| 7 | 7  | "Broke and Pantyless"            | Peter Lauer     | Darren Star                                         | 5 de maio de 2015   | 1.10                       |
| Em uma tentativa desesperada de conseguir algum dinheiro rápido para o pagamento da mensalidade de sua filha, Liza começa a vender sua calcinha online, tentando não levantar suspeitas de Josh. Kelsey estabelece limites em seu relacionamento com Anton.                          |    |                                  |                 |                                                     |                     |                            |
| 8 | 8  | "Sk8"                            | Peter Lauer     | Dottie Dartland Zicklin & Eric Zicklin              | 12 de maio de 2015  | 1.23                       |
| Diana encarrega Liza de cuidar das crianças de Charles para se aproximar dele em uma cerimônia de premiação, sem saber, fazendo com que Liza e Charles se aproximassem. Depois que a esposa de Anton acusa Liza de ter um caso com ele, Kelsey decide que é hora de falar a verdade. |    |                                  |                 |                                                     |                     |                            |
| 9 | 9  | "I'm With Stupid"                | Steven Tsuchida | Alison Brown                                        | 19 de maio de 2015  | 0.92                       |
| Liza retorna ao seu clube de leitura em Nova Jersey em busca de um autor ainda não publicado. |    |                                  |                 |                                                     |                     |                            |
| 10 | 10 | "The Boy With the Dragon Tattoo" | Steven Tsuchida | Rick Singer                                         | 26 de maio de 2015  | 1.27                       |
| Um medo de percevejos faz com que Liza e Maggie encontrem um lugar para ficar por alguns dias, forçando Liza a tomar alguns arranjos de sono desconfortáveis e esclarecedores. |    |                                  |                 |                                                     |                     |                            |
| 11 | 11 | "Hot Mitzvah"                    | Tricia Brock    | Dottie Dartland Zicklin & Eric Zicklin              | 2 de junho de 2015  | 1.26                       |
| Liza joga seu chapéu no ringue para trabalhar como escritora fantasma no livro de um dos clientes de Kelsey. |    |                                  |                 |                                                     |                     |                            |
| 12 | 12 | "The Old Ma'am and the C"        | Tricia Brock    | Darren Star                                         | 9 de junho de 2015  | 1.23                       |
| As mentiras de Liza são reveladas, o que faz com que ela enfrente a ruína tanto na vida pessoal quanto profissional. |    |                                  |                 |                                                     |                     |                            |

## Recepção

### Resposta crítica
A primeira temporada recebeu críticas positivas dos críticos. No Rotten Tomatoes, tem uma classificação de 97% com base em 35 comentários e uma classificação média de 7.6/10. O consenso crítico do site diz: "A escrita espirituosa de Darren Star e o carisma de Sutton Foster ajudam a elevar Younger acima de alguns seriados anteriores da TV Land." No Metacritic, a temporada tem uma pontuação de 75% com base em 20 revisões, indicando "revisões geralmente favoráveis".